# Daphnopsis punctulata
Daphnopsis punctulata är en tibastväxtart som beskrevs av Ignatz Urban. Daphnopsis punctulata ingår i släktet Daphnopsis och familjen tibastväxter. Inga underarter finns listade i Catalogue of Life.